# Alexey Granovsky
Alexey Granovsky (Moscou, 11 de Setembro de 1890) foi um diretor de cinema.

## Filmografia

### Diretor
- Evreyskoye schastye (1925)
- Moskovskiye nochi (1934)
- Taras Bulba (1936)